# Giacomo di Braganza
Giacomo I di Braganza (in portoghese: Jaime I de Bragança; Vila Viçosa, 1479 – Vila Viçosa, 20 settembre 1532) fu il quarto duca di Braganza e secondo duca di Guimarães.

## Biografia
Secondogenito di Ferdinando II di Braganza, e della sua seconda moglie, Isabella di Viseu, sorella di Manuele I del Portogallo. 
Da bambino fu testimone dell'arresto e dell'esecuzione di suo padre e di suo zio, Diego, duca di Viseu e di Beja. Furono entrambi giustiziati per tradimento quando il re Giovanni II scoprì un complotto tra la nobiltà contro la corona. Dopo la morte del padre, la famiglia di Giacomo fu esiliata in Castiglia, dove trascorse l'infanzia, e le loro proprietà e vaste ricchezze furono confiscate dalla Corona portoghese. 
Dopo la morte del re Giovanni II nel 1495, il trono passò a suo cugino, il re Manuele I del Portogallo. Nel 1498, il re, essendo stato un potente nobile prima della sua ascesa al trono, perdonò la casa di Braganza e li accolse di nuovo in Portogallo. Restituì tutti i loro possedimenti, ma chiese la lealtà devota dal duca Giacomo. Cercando di dimostrare il potere della casata dopo che gli fu restituita la sua ricchezza, Giacomo rifiutò di vivere al Castello di Vila Viçosa (a causa della sua associazione con il tradimento e l'omicidio del padre) e fece costruito il Palazzo Ducale di Vila Viçosa come residenza ufficiale. 
Più tardi, nel 1498, il re Manuele I doveva fare un viaggio diplomatico in Castiglia. Questo accadde poco dopo che il Portogallo era stato testimone di una crisi di successione, e il re, che non aveva eredi, fece in modo che il Parlamento (la Cortes) nominasse Giacomo, figlio di sua sorella Isabella di Viseu, come erede presuntivo al trono del Portogallo.

## Matrimoni

### Primo Matrimonio
Nel 1500, sposò Leonor Pérez de Guzmán y Pérez de Guzmán (1486-1516), figlia di Juan Alfonso Pérez de Guzmán, III duca di Medina Sidonia. Ebbero due figli:
- Isabella (1514-1576);
- Teodosio (1510-1563);

A causa di continue gelosie e per squilibri mentali che aveva già dall'infanzia assassinò la duchessa di sua mano. Il re decise che suo nipote Giacomo, per sfuggire al carcere per questo crimine, avrebbe dovuto preparare e finanziare completamente una flotta per conquistare la città di Azamor, sulla costa atlantica marocchina. La città fu facilmente conquistata dalle forze del Duca e tornò in Portogallo perdonato e acclamato come un eroe.

### Secondo Matrimonio
Nel 1520 sposò Giovanna di Mendonça (?-1580), figlia di Diego di Mendonça, Alto Alcaide di Mourão. Ebbero otto figli:
- Giovanna (1521—1588), sposa di Bernardino de Cardenas, marchese di Elche;
- Giacomo (1523-1562), ecclesiastico;
- Eugenia (1525-1559), sposò Francisco de Melo, II marchese di Ferreira;
- Maria (1527-1586), badessa al Monastero delle Cinque Piaghe di Vila Viçosa;
- Costantino (1528–1575);
- Fulgêncio (1529-1582), Gran Priore della Collegiata di Guimarães
- Teotonio (1530-1602), arcivescovo di Évora e vescovo di Fez;
- Vincenza (1532-1603), badessa al Monastero delle Cinque Piaghe di Vila Viçosa.

## Ascendenza
|                           |                        |                           | Genitori                  |  |  | Nonni |  |  | Bisnonni              |  |  | Trisnonni                 |  |
|                           |                        |                           |                           |  |  |       |  |  | Alfonso I di Braganza |  |  | Giovanni I del Portogallo |  |
|                           |                        |                           |                           |  |  |       |  |  | Alfonso I di Braganza |  |  | Giovanni I del Portogallo |  |
|                           |                        | Inês Pires                |                           |  |  |       |  |  | Alfonso I di Braganza |  |  |                           |  |
| Ferdinando I di Braganza  |                        |                           |                           |  |  |       |  |  | Alfonso I di Braganza |  |  |                           |  |
|                           |                        | Beatrice Pereira de Alvim | Nuno Álvares Pereira      |  |  |       |  |  |                       |  |  |                           |  |
|                           |                        | Beatrice Pereira de Alvim | Nuno Álvares Pereira      |  |  |       |  |  |                       |  |  |                           |  |
|                           |                        | Beatrice Pereira de Alvim | Leonor de Alvim           |  |  |       |  |  |                       |  |  |                           |  |
| Ferdinando II di Braganza |                        | Beatrice Pereira de Alvim |                           |  |  |       |  |  |                       |  |  |                           |  |
|                           |                        | Giovanni di Castro        | …                         |  |  |       |  |  |                       |  |  |                           |  |
|                           |                        | Giovanni di Castro        | …                         |  |  |       |  |  |                       |  |  |                           |  |
|                           |                        | Giovanni di Castro        | …                         |  |  |       |  |  |                       |  |  |                           |  |
| Giovanna di Castro        |                        | Giovanni di Castro        |                           |  |  |       |  |  |                       |  |  |                           |  |
|                           |                        | …                         | …                         |  |  |       |  |  |                       |  |  |                           |  |
|                           |                        | …                         | …                         |  |  |       |  |  |                       |  |  |                           |  |
|                           |                        | …                         | …                         |  |  |       |  |  |                       |  |  |                           |  |
| Giacomo di Braganza       |                        | …                         |                           |  |  |       |  |  |                       |  |  |                           |  |
|                           | Edoardo del Portogallo | Giovanni I del Portogallo |                           |  |  |       |  |  |                       |  |  |                           |  |
|                           | Edoardo del Portogallo | Giovanni I del Portogallo |                           |  |  |       |  |  |                       |  |  |                           |  |
|                           | Edoardo del Portogallo | Filippa di Lancaster      |                           |  |  |       |  |  |                       |  |  |                           |  |
| Ferdinando del Portogallo | Edoardo del Portogallo |                           |                           |  |  |       |  |  |                       |  |  |                           |  |
|                           |                        | Eleonora di Trastámara    | Ferdinando I di Castiglia |  |  |       |  |  |                       |  |  |                           |  |
|                           |                        | Eleonora di Trastámara    | Ferdinando I di Castiglia |  |  |       |  |  |                       |  |  |                           |  |
|                           |                        | Eleonora di Trastámara    | Eleonora d'Aragona        |  |  |       |  |  |                       |  |  |                           |  |
| Isabella di Viseu         |                        | Eleonora di Trastámara    |                           |  |  |       |  |  |                       |  |  |                           |  |
|                           |                        | Giovanni d'Aviz           | Giovanni I del Portogallo |  |  |       |  |  |                       |  |  |                           |  |
|                           |                        | Giovanni d'Aviz           | Giovanni I del Portogallo |  |  |       |  |  |                       |  |  |                           |  |
|                           |                        | Giovanni d'Aviz           | Filippa di Lancaster      |  |  |       |  |  |                       |  |  |                           |  |
| Beatrice d'Aviz           |                        | Giovanni d'Aviz           |                           |  |  |       |  |  |                       |  |  |                           |  |
|                           |                        | Isabella di Braganza      | Alfonso I di Braganza     |  |  |       |  |  |                       |  |  |                           |  |
|                           |                        | Isabella di Braganza      | Alfonso I di Braganza     |  |  |       |  |  |                       |  |  |                           |  |
|                           |                        | Isabella di Braganza      | Beatrice Pereira de Alvim |  |  |       |  |  |                       |  |  |                           |  |
|                           |                        | Isabella di Braganza      |                           |  |  |       |  |  |                       |  |  |                           |  |